# 室蘭女子高生失踪事件
室蘭女子高生失踪事件（むろらんじょしこうせいしっそうじけん）は、2001年（平成13年）3月6日に日本の北海道室蘭市で発生した未解決の失踪事件。室蘭栄高校の1年生だった女子高生A（当時16歳）がアルバイト先のパン屋へ行くと言って自宅を出て以降、行方不明になった事件である。
メディアで複数回にわたって取り上げられた有名な未解決事件であり、Aの行方を追っている北海道警察には2002年（平成14年）以降、事件発生から24年となる2025年（令和6年）3月までに319件の情報提供がなされているが、事件解決には至っていない。

## 失踪者
失踪した女子高生A（当時16歳）は1984年（昭和59年）4月12日生まれで、事件当時は室蘭市白鳥台一丁目の団地で家族とともに暮らしていた。Aが事件当時通学していた室蘭栄高校の教頭はAについて、成績は上位で無断欠席もなかったと証言している。また知人たちによればAは成績優秀で友人も多く、可愛らしい容貌と評されており、中学生のころはファンクラブも結成されていたという。
事件当時、Aは自宅近くにあったパン屋の支店でアルバイトをしていた。同店の店長によればAは主にレジを担当しており、明るくて接客態度も良かったという。一方でパン屋の経営者によれば、Aは事件前に「（最近、PHSに）いたずら電話が多い」と漏らしたことがあり、また夜間の勤務を避けていたという。またパン屋の本店のオーナーは秋本誠の取材に対し、Aは2000年（平成12年）11月から自宅近くの支店でアルバイトしていたものの、3月から本店に転勤することになっていたと述べている。

## 事件経緯
室蘭栄高校は2001年3月5日に期末試験を終え、Aが失踪した6日からは入試などのため3連休になっていた。失踪当時のAの服装は、ベージュのブレザーと紺のジーンズ、チェックのマフラーで、ピアスと銀の指輪を着けていた。また靴は緑色の革靴（サイズは23.5 cm）である。
Aは失踪当日の6日昼過ぎ、白鳥台一丁目の自宅から外出し、近くの「白鳥台中央」バス停（座標）で12時30分発の市街地ターミナル行きバスに乗車する姿を友人に目撃されている。この外出は、自宅から約7.5 km離れた室蘭市知利別町にあるパン屋の本店で、オーナーからコーヒーの淹れ方を教えてもらうことが目的であり、Aは昼前に「午後1時過ぎに店に行きます」と電話していた。ただし、普段Aが利用していたバス停は自宅最寄りのバス停である「白鳥台2丁目」（座標）であった。Aが乗車したバスは市街地のターミナル行き55系統で、「白鳥台2丁目」を12時30分に発車し、パン屋本店の最寄りバス停である知利別町一丁目1番にある「セイコーマート室蘭知利別店」近くの「東通」バス停（座標）には12時53分に到着するが、Aは同バス停では下車せず、約束の時間である同日13時にはパン屋の本店には現れなかった。なおAの自宅近くのバス停からは、パン屋の本店近くまで直行するバスがあるにもかかわらず、Aは遠回りになるバスに乗っており、その不自然さが指摘されている。またAの友人の1人はAが同日、パン屋の本店まで給料を受け取りに行くと話していたと証言しているが、北海道警察の調べにより、Aは失踪の数日前に母親の運転する車で本店を訪れ、給料を受け取っていたことが確認されている。
Aは13時5分に「東町2丁目」バス停（座標）でバスを下車した後、パン屋本店から約1.5 km離れた同市東町の「室蘭サティ」（現：イオン室蘭店、座標）化粧品売り場にいたことが確認されている。同日13時4分と同26分には、それぞれ店内に設置された防犯カメラ映像にAの姿が記録されているが、このようにパン屋本店を訪ねる約束の時間にAがサティにいた理由は不明である。それとほぼ同じころ、サティ北側の路上で高校の友人2人がAとすれ違い、Aから「どこにいくの」と声をかけられたが、これがAの最後の目撃情報である。Aはサティに立ち寄った後、近くの「東町2丁目」バス停から道南バス「中央町・工大循環線（外回り）」のバス（13時31分発）に乗車した。この路線バスは常連客が大半のローカル路線で、当時同バス停からは3人が乗車していたが、うち1人は定期券を用いていたという。Aは13時40分ごろ、「東通」バス停で下車したと見られる。この「東通」バス停では乗客20人余のうち、Aを含め計12人の乗客が下車しているが、先述の際に乗車した定期券客もここで下車していたという。また、定期券を用いた客は12人のうちこの1人だけであり、この客がAと見られる。Aの持っていた定期券はこの区間（東町2丁目 - 東通間）も含めて利用可能なものだった。北海道警はこのバスの当時の乗客たちの身元を調べ、A以外の11人のうち8人については2004年（平成16年）9月までに身元を特定していたが、残る3人については不明のままだった。
アルバイト先のパン屋の本店（座標）は、Aが下車したと見られる「東通」バス停から約25 m離れた場所にあり、徒歩だと片道約30秒の距離である。Aは13時42分と46分の2回、これら2地点の近くで、交際相手の少年からかかってきた電話をPHSで受信していた。1回目の電話は「下（市街地）に着いた」という内容で、2回目の電話は約8秒間であり、「今ちょっと無理だから、後でかけ直すね」という内容だったが、Aはそれを最後に消息不明になっている。このため、「東通」バス停からパン屋の本店へ向かうまでの間に何らかの事件に巻き込まれて失踪したものと思われる。一方でバス停は交通量の多い幹線道路に面している上、周辺にはデパートや大型スーパー、銀行などがあるため、このような場所で周囲に気づかれることなくAを車に無理矢理押し込むことなどは不可能と思われる。しかし、後の道警による聞き込み捜査でも目撃情報は得られていない。これらの電話の際、Aの様子は緊迫したものではなかったという。なお、Aの持っていたPHSは同日夕方から電源が切れている。

## 捜査
北海道警の管轄警察署である室蘭警察署はAの家族から捜索願を受け、自分の意志で家出した可能性があるか否かを調べるため、家族や高校関係者への聞き込みを行った。その結果、Aは家族関係が良好であり、数週間先の予定もノートに記していたほか、事件当日も午後に親友と会う約束をしていた。このようにAには家出する動機が見当たらなかったため、室蘭署はAが事件・事故に巻き込まれた可能性もあると見て、失踪翌日の3月7日から捜査対策室を設置して行方を捜した。
同月17日、室蘭署と道警捜査一課は公開捜査を開始した。道警は失踪から1か月となる4月5日までに捜査員約60人体制で捜査を続け、チラシ6万枚を配布した。道警捜査一課と室蘭署は同年9月6日までの半年間で1万人超、2002年3月5日までの1年間で延べ14300人の捜査員を動員し、180件の情報提供を得たが、有力な情報は得られなかった。道警になされた情報提供の件数は、2001年12月時点で177件（そのほとんどが同年夏までに寄せられたもの）、2006年2月までに約270件、2020年（令和2年）3月2日時点で435件におよぶが、事件からの年数経過とともに情報提供の件数も減少傾向にある。2002年から2023年3月までに全国からなされた情報提供（計273件）のうち、約4割はAに似た女性を見かけたというものだったため、捜査員が裏付け捜査を行ったが、解決には至らなかった。特に2004年3月までに提供された情報の中には「千葉県内の飲食店で、似た人が働いている」などの情報もあったが、その人物はAとは別人だった。
その後も室蘭署内に「捜査対策室」が設置され、2011年3月時点では専従の署員7人が、2014年3月時点では専従捜査員6人が捜査を続けていた。2021年（令和3年）10月には室蘭署がAの家族から同意を得た上で、警察庁科学警察研究所の加齢顔画像作成システムを活用して現在の容姿を推定した新たな画像を作成し、情報提供呼び掛けに利用している。
Aが最後に目撃された「東町2丁目」バス停には2021年3月時点で、事件の情報提供を呼びかける立て看板が設置されている。なお、事件当時にAが家族とともに暮らしていた団地は2024年時点で既に閉鎖されている。

### 被疑者
道警は、Aが「サティ」で最後に目撃されてからPHSで最後に会話するまでの間にAに接触した人物が捜査の鍵を握ると見て調べを進めた。また最後のPHSの会話の際の様子などから緊迫した様子は窺えなかったため、バス停からパン屋の本店へ向かう途中で顔見知りに会った可能性も指摘された。犯人説として、Aのアルバイト先である当時30歳代のパン屋の男性オーナー（本店の店長）、Aが最後に乗車していたバスの乗客および運転手、ストーカー、恋人などの説が浮上し、また北朝鮮による拉致説も囁かれていたが、北海道警は特にオーナーに強い嫌疑をかけており、マスコミに対してもオーナーへの嫌疑を強く匂わせるような発表をしていた。このような警察発表からオーナーのもとには事件後、報道陣が殺到しており、中にはオーナーを露骨に犯人視して執拗に取材するメディアもあったという。
『週刊新潮』は事件後、オーナーが24時間体制で警察の監視下に置かれ、マスコミも彼に疑いを向けていた一方、オーナー本人は報道関係者向けに配布した文書で失踪との関連を強く否定していたと報じていたが、同誌の記事には「元女子従業員」や「女子従業員」のコメントとして、オーナーはパートの既婚女性と不倫関係にあったり、若いアルバイトの女性従業員に対しセクハラ的な言動をしていたりなど、女性従業員との接し方に問題があった人物であることを窺わせるような内容を掲載していた。一方でオーナーはパン屋の本店だけでなく、Aのアルバイト先だった支店も経営してはいたが、その支店の店長は彼とは別人であり、支店長は同誌の取材に対し、オーナーからAがストーカー被害に遭って悩んでいると聞いていたが、直接の上司である自分はそのような話は聞いていないという旨を証言していた。また同誌では「新聞記者」による、オーナーは事件当日の13時30分に店を出て15時に帰宅したと述べており、Aの失踪時間帯にはアリバイがないというコメントも掲載されていた。
その一方でオーナー本人は秋本の取材に対し、自身の嫌疑を否定した上で、パートの女性と不倫関係にあったという報道は事実無根であり、またアルバイトの女性に対してもセクハラと取られるような言動は取っていないと弁明している。また当日の行動については、Aにコーヒーの淹れ方を指導するため本店で待っていたが、13時30分になってもAが来なかったため店を出、15時に帰宅し、アリバイがなかったとされる時間帯は自宅にいたと主張し、同居していた母親もその主張に沿う証言をしていた。しかし道警は「身内の証言は採用されない」として、オーナーの母親による息子のアリバイ証言を相手にしなかったという。木村透 (2001) は、室蘭署がオーナーに対し複数回の事情聴取を行ったほか、被疑者不詳の監禁容疑でオーナーの自宅や車などの家宅捜索を行ったが、Aの血痕や毛髪などの物的証拠は出てこなかったと述べている。また『週刊ポスト』によれば、道警はオーナーのアリバイについても調べたが、失踪事件に関連する手掛かりは全く発見できなかったといい、オーナーは逮捕されていない。事件発生時、事件を取材した全国紙記者は八木澤高明に対し、パン屋のオーナーは閉店後に他の土地に移ったが、警察は更地になった店の跡地にAの遺体が埋まっているのではないかと疑い、重機で掘り返したものの、事件に関連するものは何も出てこなかったと述べている。

## 学校側の対応
室蘭栄高校は室蘭署が公開捜査を開始して以降、同月23日の終業式までに生徒たちへの経過説明を行った他、父母にも春休み中の子供への助言と情報提供を喚起した。
Aは失踪前に2年生への進級に必要な授業日数や単位を取得していたため、失踪後の2001年4月、失踪時点で在学していた1年4組と同じ担任の2年4組にクラス配置された。これは室蘭栄高校が、Aが元気に戻ってくることを考慮したものであり、同校はA宅に教科書を届け、いつでも授業に復帰できるよう体制を整えていた。Aは2003年（平成15年）3月に高校を卒業する見込みだったが、2年生の出席日数が不足しているという理由から3年生に進級せず、失踪当時の同級生たちが卒業した同年4月以降も2年4組に在学中の扱いになっていた。2004年3月時点でも、高校は通学再開に備えてAの机と靴ロッカーを用意していた。
Aの同級生たちは事件後、Aに関する情報提供を求めるビラを作成し、Aがアルバイトをしていたパン屋が入居していたスーパーの店内に貼り出していた。失踪から20年が経過した2021年（令和3年）3月時点でも、Aは同校に休学中のまま在学している扱いになっている。

## 事件後
インターネット上では事件から23年が経過した2024年時点でも、SNSに事件を考察する記事が多数掲載されたり、関連動画がアップロードされるなどしており、注目度が高い事件である。片岡健はこの事件について、失踪したAが美少女であることに加え、失踪経緯も謎が多いことから、2024年時点でも注目を集めている事件であると評している。
パン屋のオーナーの知人は、事件前のオーナーは室蘭市内に2店舗（本店とAのアルバイト先である支店）を構え、年商は1億円以上に達していたが、強い嫌疑をかけられたことが原因で売上が9割以上減少したと証言している。2003年5月時点で、Aがかつてアルバイトで働いていた支店は閉店しており、またオーナーの自宅の土地・建物も裁判所に差し押さえられていたという。オーナーの母親は2002年（平成14年）時点で、道警の事情聴取や自宅・車などの捜索に協力して何も出てこなかったにもかかわらず、道警やマスコミから息子への疑惑の目が向けられ続けた結果、店は資金繰りに困窮し、財産も差し押さえられたと述べている。事件から10年後の2011年2月3日に放送された『スーパーJチャンネル』（テレビ朝日系列）によれば、オーナーは事件後に多額の債務を抱えて閉店し、自己破産したという。片岡はこの報道の真偽を検証した結果として、『官報』ではオーナーが自己破産したという事実は確認できなかったが、彼が経営していたパン屋は本店も、Aのアルバイト先だった支店も2024年時点で既に閉店しており、また彼が別の場所で開業した飲食店も2023年（令和5年）2月に閉店したが、店の公式Twitterにおける閉店の挨拶に対し、「〔A〕さんをどこに隠したんですか？」というリプライが投稿されていたと述べている。

## 事件を取り上げたテレビ番組
- テレビ朝日系列『奇跡の扉 TVのチカラ』2003年3月1日放送回[57][58] - 「東通」バス停で下車したA以外の11人の乗客に関する情報提供が喚起された[57]。
- テレビ朝日系列『スーパーJチャンネル』2011年2月3日放送回[43][59]